# Jules Grévy
Jules Grévy (Mont-sous-Vaudrey, 15 de agosto de 1807 - Mont-sous-Vaudrey, 9 de septiembre de 1891) fue un abogado y político francés, siendo el tercer presidente de la Tercera República Francesa, desde 1879 hasta 1887. Debió dimitir del cargo durante su segundo mandato consecutivo por el escándalo de las condecoraciones.

## Biografía

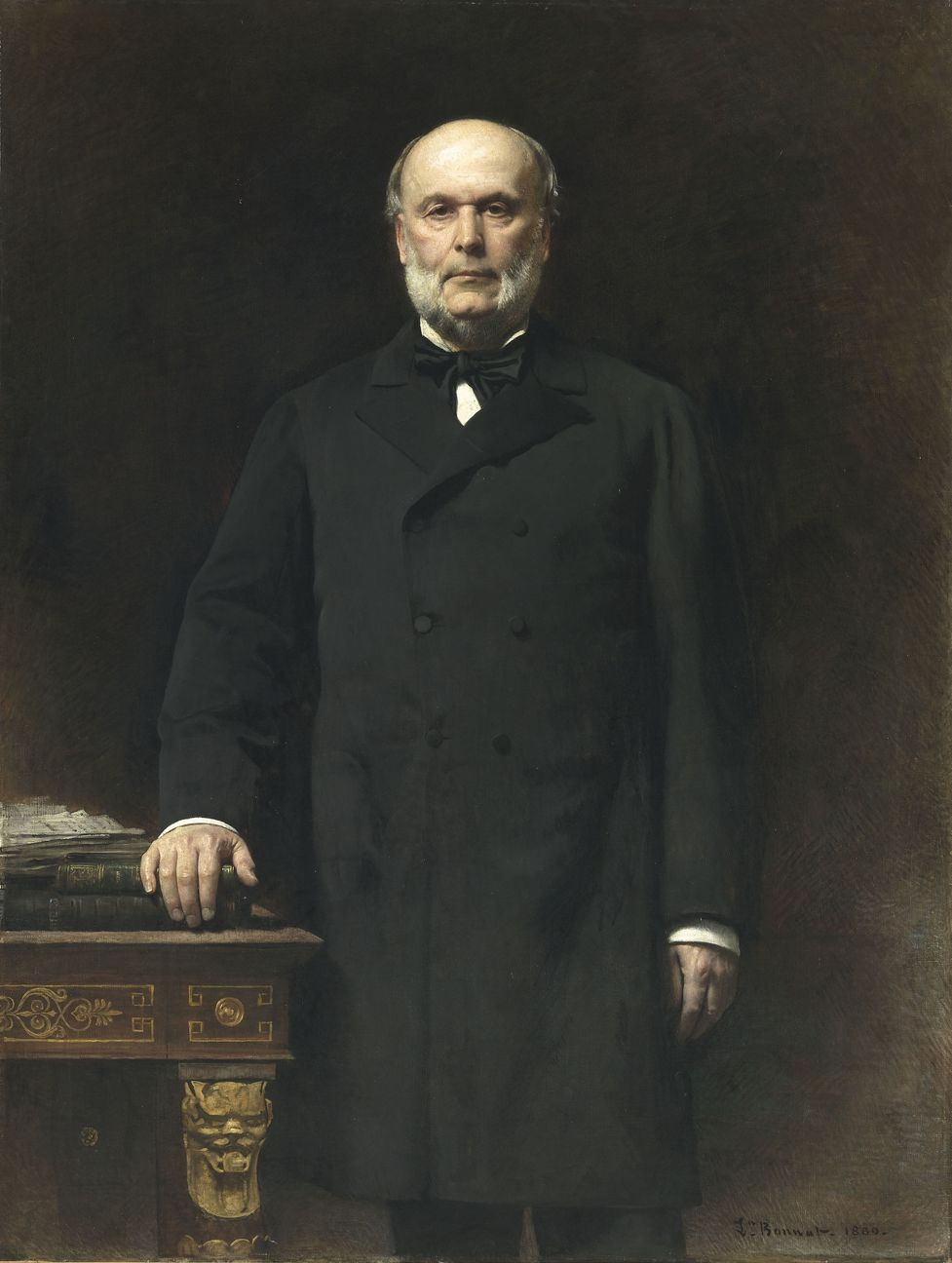
Retrato oficial de Grévy, por Léon Bonnat.

Nacido en una familia de convicciones republicanas, su ideal político es el de un poder impersonal ejercido por una asamblea. Tras cursar estudios, muy brillantes, se licencia en Derecho en París y se convierte en abogado. Se casa en 1848 con Coralie Grévy —su apellido de nacimiento era Fraisse—, con la cual tiene una hija, de nombre Alice (1849-1938).
Su carrera política comienza con la revolución de 1848, cuando es nombrado comisario de la República. Es elegido diputado en abril de 1848, en la asamblea constituyente. Durante los debates para la elaboración de la Constitución, propone La Enmienda Grévy contra la elección del presidente de la república por sufragio universal, enmienda que será rechazada.
Esta enmienda muestra su rechazo a la legitimidad del poder de una sola persona por encima de todos en el ejecutivo. En 1849 Grévy es elegido en la asamblea legislativa, y después es vicepresidente de la misma. El 2 de diciembre de 1851, con el golpe de Estado de Luis Napoleón Bonaparte, es arrestado, luego liberado y regresa a la abogacía.
Es elegido miembro del consejo de la orden de abogados (en francés: le Barreau), en París, en 1862, y posteriormente se convierte en decano del colegio de abogados.
Regresa a la política al final del Segundo Imperio Francés, y es elegido diputado por el departamento del Jura en 1866, pero sigue en la oposición. Es hostil, junto con Léon Gambetta y Thiers, a la declaración de guerra a Alemania en 1870. En febrero de 1871 es elegido presidente de la Asamblea Nacional hasta su dimisión en abril de 1873. Traspasará el poder a Thiers durante la insurrección de la Comuna de París. Es presidente de la Cámara de Diputados a partir de 1876. Republicano moderado, Grévy estará a cargo de la dirección del Partido Republicano a la muerte de Thiers, en 1877. Es candidato a las elecciones presidenciales por primera vez en 1873.
Primer mandato presidencial (1879-1885)
El 30 de enero de 1879 el general Patrice de Mac Mahon dimite de la presidencia de la República. El mismo día, los parlamentarios eligen a Grévy para el puesto presidencial, y anuncia que nunca jamás irá en contra de la voluntad popular, y de hecho renuncia al derecho de disolución del parlamento.

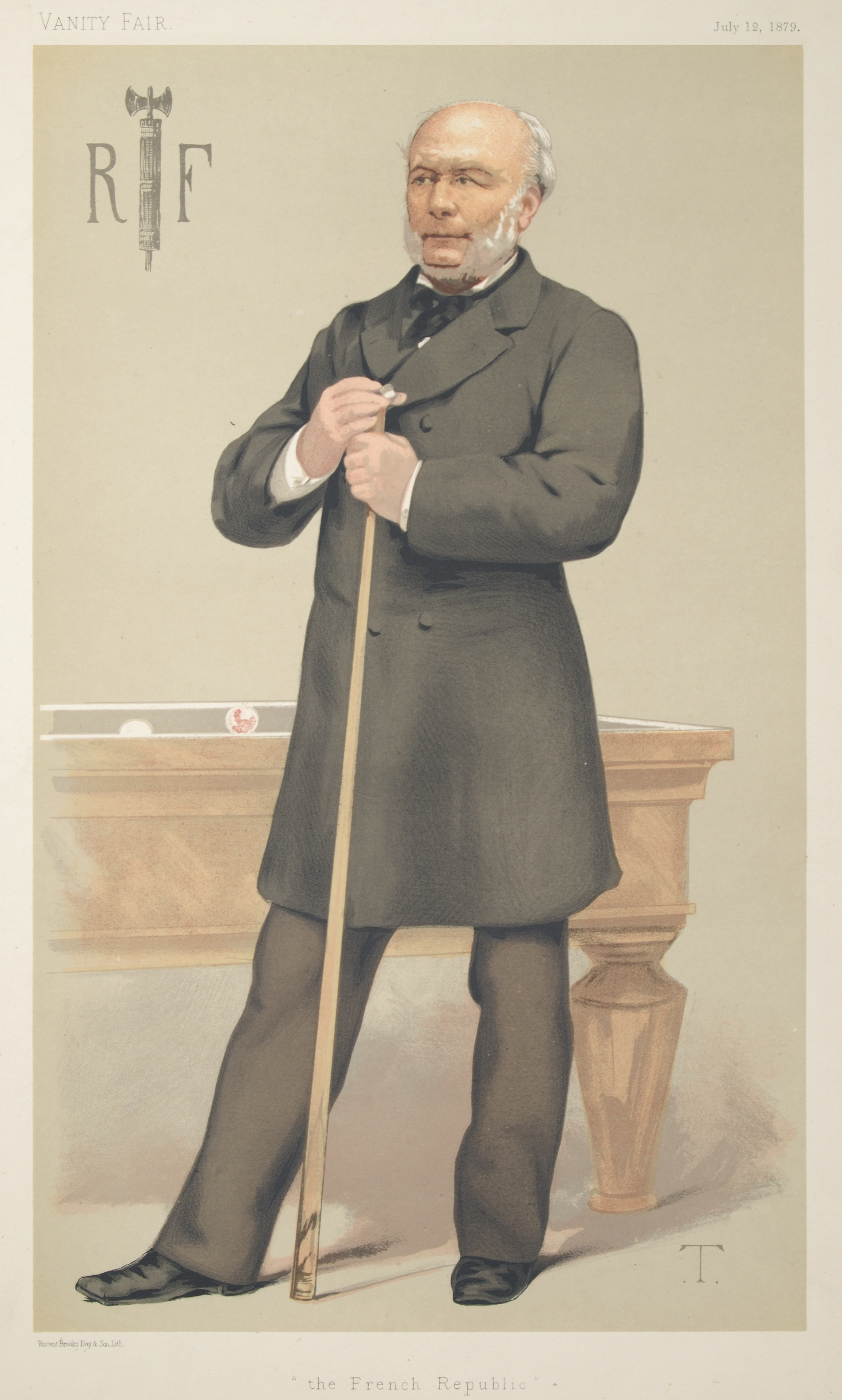
Caricatura de Jules Grévy, en julio de 1879.

Se llamó Constitución Grévy —la expresión es del constitucionalista Marcel Prélot— al debilitamiento del poder ejecutivo —de los Presidentes de la República y del Consejo—, a favor de una república parlamentaria: la revisión de la Constitución se tramita del 19 al 21 de junio. En particular, se centra en medidas simbólicas, tales como perpetuar los símbolos de la República —el 14 de julio y La Marsellesa se adoptan oficialmente—, las cámaras parlamentarias son transferidos a París y la sede permanente de la Presidencia de la República se establece en el Palacio del Elíseo.
Así mismo, su mandato incidió en las reformas políticas centradas en la Educación, de carácter anticlerical. El 9 de agosto de 1880 se crean las Escuelas Normales, incluyendo los planes para la formación de los profesores en un marco y una ideología republicana. El Presidente apoya las medidas anticlericales de sus ministros, en particular contra las congregaciones religiosas. El mayor golpe a la influencia de la Iglesia y la religión se produce el 29 de marzo, cuando una ley prohíbe ejercer la enseñanza a las congregaciones no autorizadas, lo que supone que algunas órdenes como los jesuitas salgan de Francia. El 21 de diciembre de 1880, se crean las Escuelas Secundarias femeninas, bajo la dirección de Jules Ferry, primer ministro y ministro de Instrucción Pública. Las leyes de Jules Ferry instauran gradualmente la enseñanza gratuita (1881), la educación obligatoria y la educación pública laica (1882).
Segundo mandato (1885-1887)
Grévy es reelegido presidente en 1885 y se distingue por su sincera oposición al revanchismo contra Alemania, por su interés en el mantenimiento de la paz internacional en Europa, y por su oposición a la expansión colonial francesa, enfrentándose a Gambetta y a Jules Ferry. En 1887 estalla el escándalo de las condecoraciones cuando el yerno de Grévy, Daniel Wilson, es acusado de tráfico de influencias al cobrar presuntamente altas sumas de dinero a políticos y empresarios a cambio de 'gestionar' para ellos la obtención de condecoraciones prestigiosas como la Legión de Honor. Las cámaras obligan a Grévy a dimitir el 2 de diciembre, lo que aumenta la agitación nacional, y posteriormente una serie de años con la ausencia de gobiernos estables.
Muere el 9 de septiembre de 1891 en su casa de Mont-sous-Vaudrey, a los 84 años de edad, víctima de una congestión pulmonar.
En su vida privada, Grévy era un apasionado jugador de billar, y así fue retratado como jugador por la revista Vanity Fair en 1879.
Franc-masón, perteneció a la logia de Arrás 'La Constante Amitié', del Gran Oriente de Francia.

## Distinciones

### Órdenes
- Caballero de la Legión de Honor ( Francia).
- Gran maestre de la Legión de Honor ( Francia). —mientras es presidente de la República.—
- Caballero de la Orden del Toisón de Oro ( España).

### Honores
- La cebra de Grévy recibe su nombre en honor del presidente francés, a quien regaló un ejemplar el emperador de Etiopía en 1882. Este ejemplar sirvió para describir la especie.[8]

### Citas
1. ↑  Frémy, Dominique (1987). Quid des président de la république... et des candidats (en francés). París: Robert Laffont. p. 287. ISBN 2221053605. OCLC 925065083.
2. ↑  Colling, 1949, p. 294
3. ↑  Hémeret, Georges-Léonard; Hémeret, Janine; Hémeret, Christine (1998). Les Présidents: République française (en francés). París: Morena. p. 44. ISBN 2843080029. OCLC 493920864.
4. ↑  Colling, Alfred (1949).  Société d'éditions économiques et financières, ed. La Prodigieuse histoire de la Bourse (en francés). París. p. 310. OCLC 807238572.
5. ↑  Taliano-Des Garets, Françoise (2012). Histoire politique de la France IIIe, IVe et Ve Républiques, 1870-2010 (en francés). París: Ellipses. p. 30. ISBN 9782729871390. OCLC 800479182.
6. ↑  Yvert, Benoît (2002). Premiers ministres et présidents du Conseil depuis 1815 histoire et dictionnaire raisonné (en francés). París: Perrin. p. 222. OCLC 921871418.
7. ↑  La Presse (11 de septiembre de 1891). «La mor de M. Jules Grévy». La Presse (1194). p. 1. Consultado el 13 de agosto de 2017.
8. ↑  Autin, Beth (14 de julio de 2017). «LibGuides: Grevy's Zebra (Equus grevyi) Fact Sheet: Taxonomy & History». Zoológico de San Diego (en inglés). Consultado el 13 de agosto de 2017.

- Datos: Q296083
- Multimedia: Jules Grévy / Q296083